# Csong Bal
Csong Bal (hangul: 정발, handzsa: 鄭撥, Kjonggi, 1553. – Puszan, 1592. április 13.) híres, a Csoszon-dinasztia idején élt koreai katona, tengerész, hadvezér. 1592–ben ő vezette az első Korea elleni japán invázió során megtámadott Puszan védőseregét.

## Élete

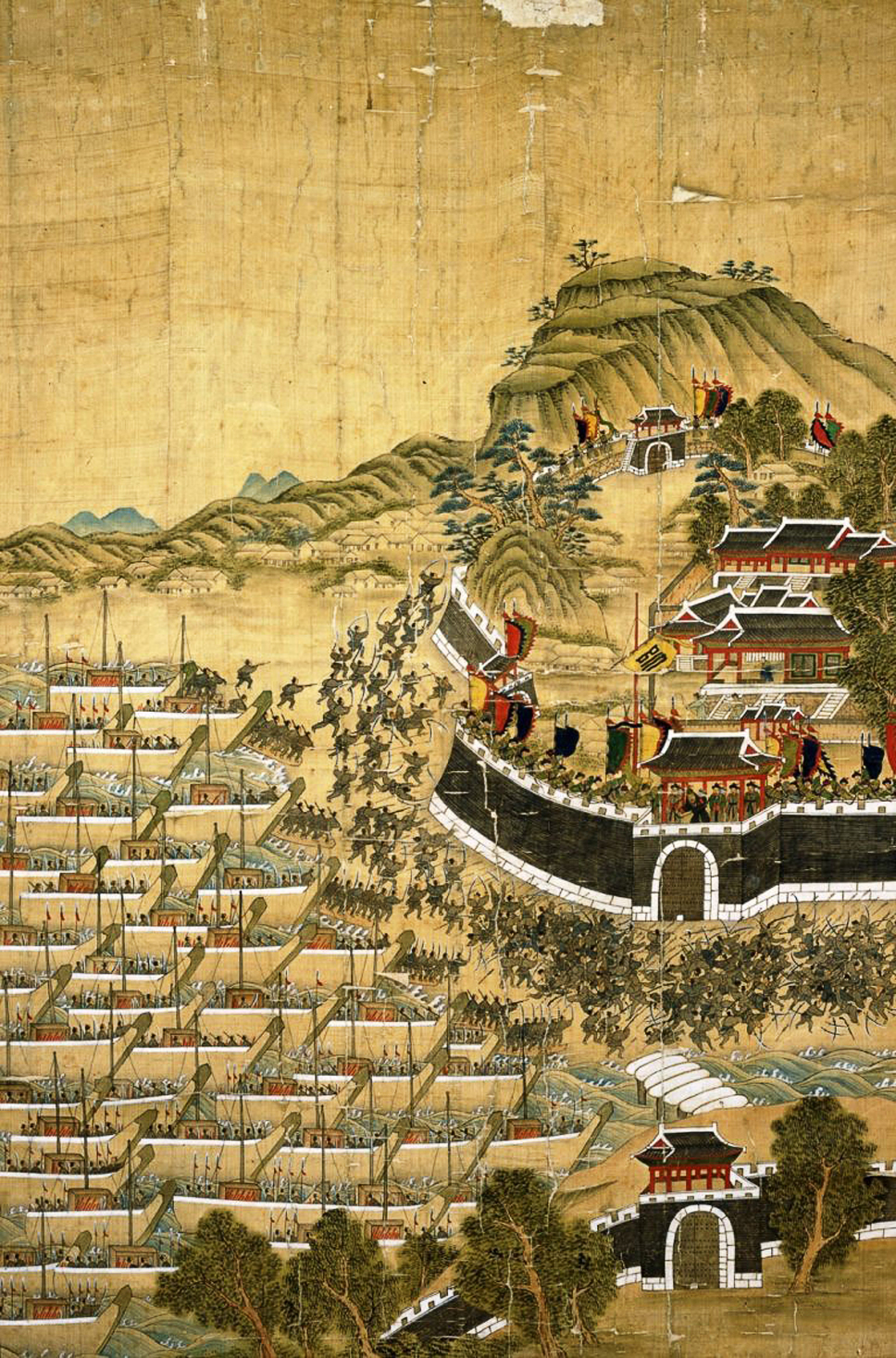
A japánok partraszállása Puszannál

Csong Bal 1553–ban született Kjonggiban, Joncshon megyében egy koreai nemesi család sarjaként. Az ifjú nemes Szondzso koreai király uralkodásának idején, 1579–ben tette le az állami vizsgát. Később Henam–, Kodzse–és Üvon megye kormányzója és a katona képzés irányítója volt. Nem sokkal a japán invázió előtt helyezték Puszanba, hogy átvegye az ott állomásozó koreai katonák irányítását.
1592–ben megindult az első Korea elleni japán invázió (koreaiul az imdzsini háború), amelynek előseregét Konisi Jukinaga daimjó vezetett. A Konisi parancsnoksága alatt álló kb. 15-18 000 ember 1592. április 13–án szállt partra Puszan partjainál.
A japánok azonnal támadásba lendültek. A Konisi vezette japánok a város megerősített kikötőjét támadták, míg a Jositosi vezette japánok a város falai ellen vonultak. A védők hevesen védekeztek, és nyílzáporral fogadták a támadókat. A támadók túlereje azonban hamarosan felőrölte az ellenállást. Csong Bal tábornok több védelmi vonal kialakításával feltartotta egy kis ideig a japánokat, és ellentámadással próbálkozott. Hamarosan azonban halálos sebet kapott. A túlerő által lassan legyűrt és a vezetőjük halálától demoralizálódott koreaiak döntő többsége elesett a küzdelemben. Puszan városa másnapra került teljesen japán kézre.
A tábornok holttestét nem sikerült felkutatni a csata után, a temetéséhez ruháit használták fel. A sírja Puszanban található, később a feleségét is ide temették. Halála után később szobrot is állítottak az emlékére.